# Desventuradasöarna

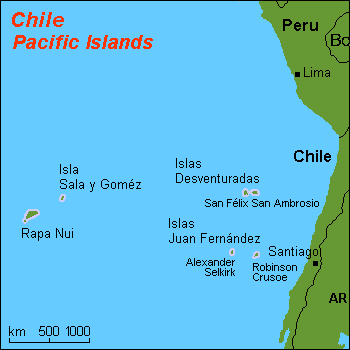
lägeskarta

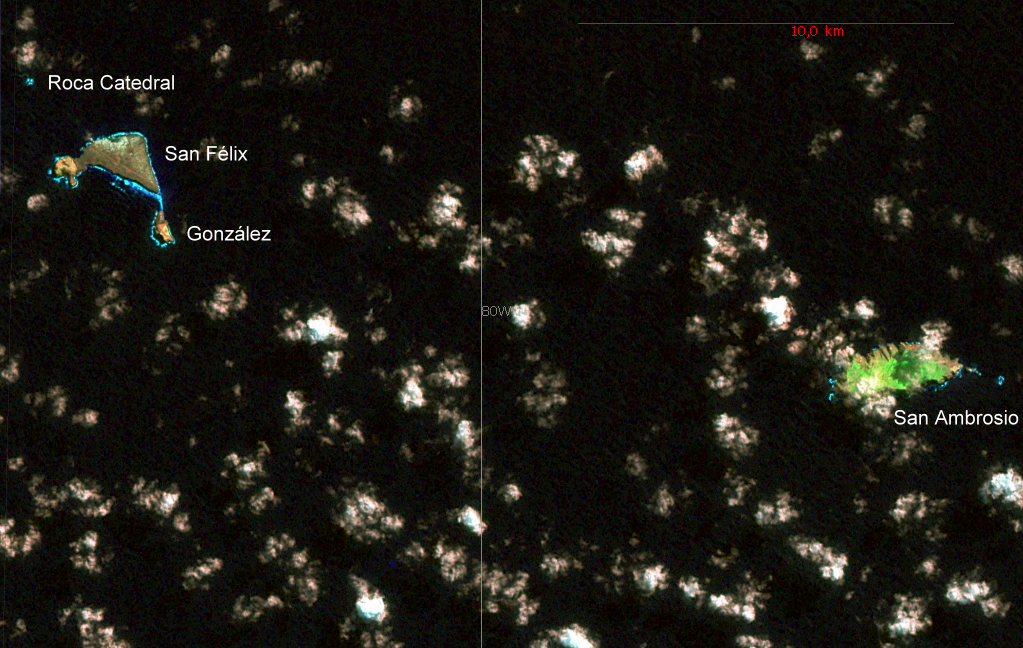
Desventuradasöarna

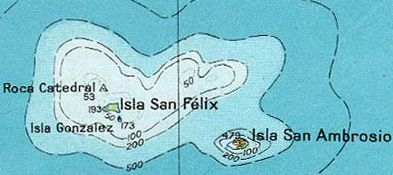
karta över Desventuradasöarna

Desventuradasöarna eller Desventuradasarkipelagen (spanska Islas Desventuradas) är en liten ögrupp i sydöstra Stilla havet som tillhör Chile.

## Geografi
Desventuradasöarna ligger cirka 850 kilometer utanför Chiles kust väster om staden Valparaíso och cirka 780 km norr om Juan Fernández-öarna.  
Ögruppen är av vulkaniskt ursprung och har en areal om cirka 5 km² och består av två större öar:
- Isla San Ambrosio, cirka 2,4 km², cirka 20 km sydöst om huvudön
- Isla San Félix, cirka 2,5 km², huvudön

samt ytterligare 2 småöar
- Islote González, cirka 0,25 km², sydöst om San Félix
- Roca Catedral, cirka 0,01 km², norr om San Félix

Den högsta höjden är på cirka 254 m ö.h. och finns på Isla San Ambrosio.
Ögruppen är obebodd förutom en liten garnison från den chilenska flottan inklusive flygfält på San Félix. Öarna utgör en del i "comuna" Valparaíso (kommun) i provinsen Valparaíso varifrån även Juan Fernández-öarna och Påskön förvaltas. Öarna saknar sötvatten men är en viktig boplats för sjöfåglar
Växtligheten utgörs främst av örter, ormbunkar och buskar samt av det endemiska trädet Thamnoseris lacerata som kan bli 5 meter högt. Sedan upptäckten tillkom flera växter som inte är inhemska. På öarna fanns ursprungligen inga landlevande däggdjur. Vid garnisonen hölls getter, hundar och tamkatter och dessutom introducerades husmusen.

### Klimat
Klimatförhållandena i området är havsklimat, varmt och fuktigt. Årsmedeltemperaturen i trakten är 17 °C. Den varmaste månaden är mars, då medeltemperaturen är 20 °C, och den kallaste är augusti, med 13 °C. Genomsnittlig årsnederbörd är 41 millimeter. Den regnigaste månaden är juli, med i genomsnitt 18 mm nederbörd, och den torraste är februari, med 1 mm nederbörd.

## Historia
Desventuradasöarna har troligen alltid varit obebodda och upptäcktes den 8 november 1574 av spanske sjöfararen Juan Fernández.
Möjligen upptäcktes området dock redan 1521 av portugisiske Ferdinand Magellan.
Öarna ligger inom den neotropiska regionen och är numera ett naturreservat "Parque Nacional Archipiélago de Islas Desventuradas".